# Иванов, Владимир Петрович (инженер)
Владимир Петрович Иванов (5 июня 1920, Царицын (Сталинград, ныне Волгоград) — 16 июня 1996, Москва) — конструктор авиационных комплексов радиолокационного дозора. Лауреат Сталинской премии (1952), Государственной премии СССР (1976) и Премии Правительства Российской Федерации (1996). Генеральный директор и генеральный конструктор Научно-производственного объединения «Вега» Московского научно-исследовательского института приборостроения (1979).

## Биография
Владимир Петрович родился 5 июня 1920 года в городе Царицыне (Сталинграде, ныне — Волгоград). Окончив в 1945 году Военно-Воздушную инженерную Академию имени Н. Е. Жуковского по специальности «инженер-электрик», начал работать в Московском научно-исследовательском институте приборостроения (сейчас носит название ОАО "Концерн радиостроения «Вега») в должности старшего инженера, и посвятил всю свою трудовую деятельность работе в институте. В те годы институт носил название Центральное конструкторское бюро № 17 (ЦКБ-17), а позже было переименовано в НИИ-17.
За время работы в институте он занимал должности ведущего инженера и заместителя начальника отдела, и в 1961 году вступил в должность начальника отдела Московского научно-исследовательского института приборостроения. В 1979 году был назначен генеральным директором Научно-производственного объединения «Вега» — директором Московского научно-исследовательского института приборостроения. С 1980 года МНИИП являлся головным предприятием НПО «Вега-М» — объединения заводов и НИИ, расположенных в разных республиках СССР.
В 1985 году Иванов был назначен генеральным конструктором НПО «Вега» МНИИП, а в 1990 году вступил в должность главного специалиста — главного конструктора предприятия.
Всю свою трудовую деятельность он посвятил разработке радиооборудования. В качестве главного конструктора Иванов руководил разработкой радиовысотомера для мягкой посадки автоматической межпланетной станции «Луна-9». Благодаря этому радиовысотомеру «Луна-9» стала первым космическим кораблем, совершившим безопасную посадку на небесное тело (Луну).
Иванов также руководил разработкой первого советского авиационного комплекса дальнего радиолокационного обнаружения (ДРЛО) «Лиана» для самолёта Ту-126 и Бериев А-50.
Он так же руководил конструкторскими работами по радиотехническому комплексу для самолёта РЛДН (радиолокационного дозора и наведения) А-50.

## Награды
- 14 марта 1952 года постановлением Совета Министров СССР «За создание измерительной аппаратуры» инженер НИИ Иванов был удостоен Сталинской премии III степени и денежного вознаграждения в размере 50 000 рублей на коллектив;
- В 1976 году постановлением Совета Министров СССР «За разработку гаммы высокочувствительных квантовых усилителей и их внедрение в системы дальней космической связи и радиоастрономию» начальник отдела института Иванов был удостоен Государственной премии СССР в составе научного коллектива;
- В 1996 году он был удостоен Премии Правительства Российской Федерации;
- Орден Ленина (1971):
- Орден трудового Красного Знамени (1957);
- Орден Отечественной войны II степени (1985).

24 ноября 2020 года в почтовое обращение вышла марка, посвящённая 100-летию со дня рождения Владимира Петровича Иванова.

## Личная жизнь
Был женат на Галине Ивановой (1924—2014).